# Elly Jackson
Elly Jackson (Londres, 12 de Março de 1988), é uma cantora, inglesa e vocalista da banda La Roux. Elly Jackson é filha da atriz Trudie Goodwin.